# Ranunculus transiens
Ranunculus transiens är en ranunkelväxtart som först beskrevs av Franz Vollmann, och fick sitt nu gällande namn av E. Borchers-kolb. Ranunculus transiens ingår i släktet ranunkler, och familjen ranunkelväxter. Inga underarter finns listade i Catalogue of Life.